# Quan hệ Phần Lan – NATO

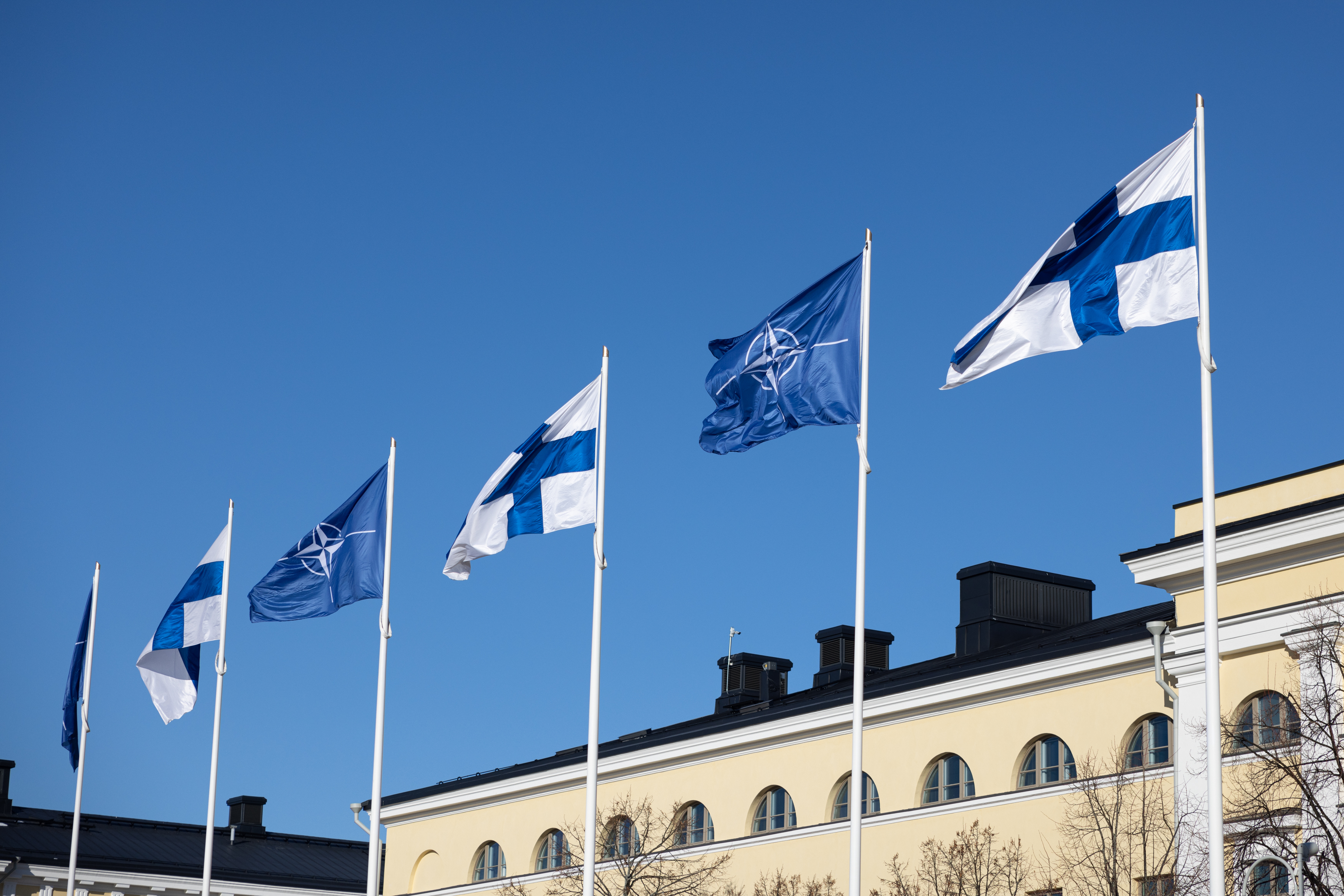
Cờ của Phần Lan và NATO trước Bộ Ngoại giao Phần Lan sau khi gia nhập liên minh quân sự, ngày 4 tháng 4 năm 2023

Cộng hòa Phần Lan đã là thành viên của Tổ chức Hiệp ước Bắc Đại Tây Dương (NATO) kể từ ngày 4 tháng 4 năm 2023 sau khi việc gia nhập diễn ra. Phần Lan đã từng có quan hệ chính thức với NATO từ năm 1994, khi nước này đã tham gia chương trình Đối tác vì Hòa bình, và là thành viên của Liên minh châu Âu (EU), tổ chức phần lớn trùng lặp với tư cách thành viên của NATO, kể từ năm 1995. Từ tháng 5 năm 2004 đến tháng 4 năm 2023, Phần Lan là một trong sáu thành viên EU không phải là thành viên của NATO.
Phần Lan đã duy trì quan điểm trung lập khi đối mặt với các mối quan hệ thường phức tạp với Nga, trong khi khả năng trở thành thành viên đã là một chủ đề được tranh luận ở nước này kể từ khi Chiến tranh Lạnh kết thúc. Sau cuộc xâm lược Ukraina năm 2022 của Nga, cuộc tranh luận đã chuyển sang ủng hộ với tư cách là thành viên NATO và quốc gia này đã chính thức nộp đơn xin gia nhập NATO vào ngày 18 tháng 5 năm 2022.
Vào ngày 5 tháng 7 năm 2022, NATO đã ký giao thức gia nhập để Phần Lan gia nhập liên minh. Đến cuối tháng 9, 28 trong số 30 quốc gia thành viên NATO đã phê chuẩn nghị định thư gia nhập, hai quốc gia còn lại là Thổ Nhĩ Kỳ và Hungary sẽ phê chuẩn vào cuối tháng 3 năm sau. Phần Lan đã chính thức trở thành thành viên của NATO vào ngày 4 tháng 4 năm 2023 trong một hội nghị thượng đỉnh theo lịch trình, hoàn thiện quy trình gia nhập nhanh nhất trong lịch sử của hiệp ước.